# Rosalie Baguepeng Gangué
Rosalie Gangué est une athlète de demi-fond et journaliste présentatrice née le 31 mai 1975 ayant participé à des compétitions internationales pour le Tchad. Elle est la première femme tchadienne à avoir participé aux jeux olympiques.

## Carrière
Rosaline Gangué nait le 31 Mai 1975. Elle a représenté le Tchad aux Jeux olympiques d'été de 1992 à Barcelone quand elle avait 17 ans. Elle a participé aux 800 mètres mais elle n'a pas fini sa course, elle a également participé aux 1500 mètres où elle a terminé 10e de sa course, ce qui est insuffisant pour poursuivre.
Rosalie Gangué raccroche le crampons en 1998 après son mariage.
Elle se forme en journalisme et devient présentatrice du Journal Télévisé à la Télé Tchad. En devenant journaliste, Rosalie espère être chroniqueuse sportive et être en contact avec le monde des sports. En 2017, Rosalie Gangué est nommée au poste du directrice de la communication et de la presse au Ministère de la Communication, Porte parole du Tchad.